# Poichilocitosi
La poichilocitosi (composto del greco ποικίλος, poikìlos, «variegato» e κύτος, kỳtos, «cellula») è una condizione, generalmente patologica, nella quale si osservano variazioni nella forma degli eritrociti del sangue.

## Caratteristiche
I globuli rossi hanno forma e dimensioni costanti e tipiche per ogni specie. Nell'uomo per esempio hanno un diametro medio di circa 7 micron e forma di lente circolare biconcava. In presenza di alcune patologie però questi parametri possono variare ed i globuli rossi assumono diverse forme e dimensioni: si parla ad esempio di sferociti se appaiono di forma sferica senza le classiche depressioni centrali, di globuli a lacrima o dacriociti se hanno forma a goccia, a bersaglio se lo schiacciamento centrale presenta irregolarità, schistociti, drepanociti e così via.

### Patologie correlate
Si manifesta in particolari condizioni patologiche come la malattia di Cooley, vari altri tipi di anemie e malattie rare come la ellissocitosi ereditaria.
Altre malattie dove si manifesta sono l'aterosclerosi e nelle varie forme della sindrome mielodisplasica.

## Poichilocitosi da artefatto
Occorre dire che il fenomeno della poichilocitosi può essere originato anche da una cattiva manipolazione del campione di sangue durante l'esame microscopico. Tale situazione non corrisponde ad alcuna patologia.

## Terapia
Il trattamento dipende dalla causa, correggendo l'anomalia di base (patologia o deficienza vitaminica) anche la poichilocitosi viene di conseguenza trattata.